# Corymborkis
Corymborkis es un género de orquídeas de hábitos terrestres. Tiene seis especies.
Se propuso por Thouars y fue publicado en Nouveau Boletín de las Ciencias de París  en 1809. La publicación original no determina un tipo de especie para el género, pero se cree que todas las especies mencionadas se consideran sinónimos de Corymborkis veratrifolia (Reinw.) Blume, previamente publicado como Hysteria veratrifolia Reinw., Que por lo tanto debe ser considerado como el tipo de especie.

## Distribución
Es un género que ha pasado por muchos cambios de nombre, compuesta de sólo seis especies terrestres con muy pocas variables, que son distribuidos por las zonas tropicales del planeta. Dos especies son africanas, tres son americanas y una es asiática. Las especies americanas habitan en bosques tropicales secos.

## Descripción
Las especies de este género puede ser reconocido porque las plantas son glabras, tallos leñosos, firmes, erguidos, ramificado a veces, y la inflorescencia paniculada cuyas flores tienen los pequeños labios estrechos, y dos polinias suave y granular.
Además, se caracterizan por ser plantas pequeñas que se asemejan a las palmeras o las hierbas, hasta un poco más de un metro de altura debido a sus fuertes raíces, y pelo largo, a diferencia de casi todas las orquídeas, y también por sus grandes hojas amplias y con varias costillas longitudinales.
La inflorescencia, aparece poco antes de que pueda ser axilar o terminal, corimbo corto o en panículas.  Las flores son de color blanco, verde, amarillo o naranja.  Los sépalos y pétalos son libres, como lineales y no muy abiertos. El labio es sésil.  La columna es redonda, engrosada en el extremo, con dos orejas; estigma de cruz y antera estrecha continua en dos cavidades. 

## Taxonomía
El género fue descrito por Louis Marie Aubert Du Petit-Thouars y publicado en Nouveau Bulletin des Sciences, publié par la Société Philomatique de Paris 1: 318. 1809.
Etimología
La ortografía correcta de este género es algo confusa, con muchas referencias a su ortografía variación de Corymborchis, publicado por Thouars en 1822. El nombre viene del griego Corymbia, corimbo, que es el tipo de inflorescencia donde las flores salen de diferentes partes del tallo, pero asciende a la misma altura, y Orchis, aquí el sentido de orquídea.

## Especies deCorymborkis
- Corymborkis corymbis  Thouars (1822) - Especie tipo
- Corymborkis flava  (Sw.) Kuntze (1891)
- Corymborkis forcipigera  (Rchb.f. & Warsz.) L.O.Williams (1946)
- Corymborkis galipanensis  (Rchb.f.) Foldats (1959)
- Corymborkis minima  P.J.Cribb (1996)
- Corymborkis veratrifolia  (Reinw.) Blume (1859)